# Sudirman Cup
De Sudirman Cup geldt sinds 1989 als het officieuze wereldkampioenschap voor gemengde (mannen en vrouwen) landenploegen in het badminton. Het toernooi wordt eens in de twee jaar gehouden en dankt haar naam aan Dick Sudirman (1922-1996), een Indonesisch badmintonner die de Badminton Association of Indonesia oprichtte. De Sudirman Cup werd oorspronkelijk samen met de wereldkampioenschappen badminton enkelspel gehouden, maar is sinds 2003 een individueel evenement.

## Format
Voor de Sudirman Cup bestaat er geen kwalificatieronde. De deelnemende ploegen worden afhankelijk van hun prestaties uitgenodigd en ingedeeld in verschillende poules. Alleen de teams in poule 1 strijden om de daadwerkelijke Sudirman Cup. De landen in de andere poules strijden voor promotie naar een hogere groep. Wie in een poule als laatste eindigt, degradeert tot één niveau lager. Nederland speelde sinds 1989 altijd in poule 2.
Sinds de editie van 2011 worden de ploegen ingedeeld in poules op basis van de wereldranglijst. Hierbij worden de punten van de beste mannen en vrouwen enkel en van de beste koppels in mannen, vrouwen en gemengd dubbel van een land opgeteld. De eerste poule wordt ook uitgebreid tot 12 landen.
Iedere ontmoeting tussen twee teams bestaat uit één enkelspel mannen, één enkelspel vrouwen, één dubbelspel mannen, één dubbelspel vrouwen en één gemengd dubbelspel. Iedere gewonnen partij levert één punt op. Deelnemers aan de Sudirman Cup winnen geen geldbedragen, maar punten voor de wereldranglijst.

## Jaargangen
| Jaar | Editie | Organiserende stad | Land        |
| ---- | ------ | ------------------ | ----------- |
| 1989 | I      | Jakarta            | Indonesië   |
| 1991 | II     | Kopenhagen         | Denemarken  |
| 1993 | III    | Birmingham         | Engeland    |
| 1995 | IV     | Lausanne           | Zwitserland |
| 1997 | V      | Glasgow            | Schotland   |
| 1999 | VI     | Kopenhagen         | Denemarken  |
| 2001 | VII    | Sevilla            | Spanje      |
| 2003 | VIII   | Eindhoven          | Nederland   |
| 2005 | IX     | Peking             | China       |
| 2007 | X      | Glasgow            | Schotland   |

| Jaar | Editie | Organiserende stad | Land      |
| ---- | ------ | ------------------ | --------- |
| 2009 | XI     | Guangzhou          | China     |
| 2011 | XII    | Qingdao            | China     |
| 2013 | XIII   | Kuala Lumpur       | Maleisië  |
| 2015 | XIV    | Dongguan           | China     |
| 2017 | XV     | Gold Coast         | Australië |
| 2019 | XVI    | Nanning            | China     |
| 2021 | XVII   | Vantaa             | Finland   |
| 2023 | XVIII  | Suzhou             | China     |
| 2025 | XIX    | Xiamen             | China     |

## Winnaars
| Jaar | Winnaar    | Zilver     | Brons                 |
| ---- | ---------- | ---------- | --------------------- |
| 2025 | China      | Zuid-Korea | Indonesië Japan       |
| 2023 | China      | Zuid-Korea | Maleisië Japan        |
| 2021 | China      | Japan      | Zuid-Korea Maleisië   |
| 2019 | China      | Japan      | Indonesië Thailand    |
| 2017 | Zuid-Korea | China      | Japan Thailand        |
| 2015 | China      | Japan      | Indonesië Zuid-Korea  |
| 2013 | China      | Zuid-Korea | Denemarken Thailand   |
| 2011 | China      | Denemarken | Indonesië Zuid-Korea  |
| 2009 | China      | Zuid-Korea | Indonesië Maleisië    |
| 2007 | China      | Indonesië  | Zuid-Korea Engeland   |
| 2005 | China      | Indonesië  | Zuid-Korea Denemarken |
| 2003 | Zuid-Korea | China      | Indonesië Denemarken  |
| 2001 | China      | Indonesië  | Zuid-Korea Denemarken |
| 1999 | China      | Denemarken | Indonesië Zuid-Korea  |
| 1997 | China      | Zuid-Korea | Indonesië Denemarken  |
| 1995 | China      | Indonesië  | Zuid-Korea Denemarken |
| 1993 | Zuid-Korea | Indonesië  | China Denemarken      |
| 1991 | Zuid-Korea | Indonesië  | China Denemarken      |
| 1989 | Indonesië  | Zuid-Korea | China Denemarken      |